# Union sportive musulmane d'Oujda
Maillots
L'Union Sportive Musulmane d'Oujda (en arabe : الاتحاد الرياضي الإسلامي الوجدي), plus couramment abrégé en USMO, est un club marocain de football fondé en 1958 et basé dans la ville d'Oujda.
L'équipe est la section football du club omnisports du même nom, et évolue en Botola Pro2.
La section Handball a été créée en 2010 et évolue en :
- Senior Dames : National 1
- Senior Hommes : National 2

## Histoire

### Football
Le club évolue en première division marocaine lors de la saison 1991-1992. Lors de cette unique saison passée en D1, le club se classe 16e et bon dernier du championnat, avec 3 victoires, 9 matchs nuls et 18 défaites.

## Palmarès

### Palmarès de football
- Championnat du Maroc D3 (3) :
  - Champion : 2011-12, 2016-17 et 2021
  - USMO Football Club, ,, est un club de football Marocain fondé en 1958 à Oujda , évoluant en DII Pro Marocain  Date de création : 21 février 1958  Entraîneur : Said SADIKI  Salle/stade : Stade Municipale d'Oujda  Ville ou pays représentés :Oujda   Championnat : Championnat National de Football II  Président : Abdellah KAZOUZ  Joueurs  Abdelmoula BERRAABEH

### Palmarès de handball
- Deuxième place au Championnat Arabe (Abu-Dhabi 2013) organisé aux Émirats Arabes Unis.
- Montée en première division féminine, saison 2012/2013.
- Qualification pour ¼ de finale de la Coupe du Maroc 2013.
- Championnes du tournoi du Prince Héritier Moulay El Hassane de la ville de Saidia.